# Рейнские Сланцевые горы
Ре́йнские Сла́нцевые го́ры (нем. Rheinisches Schiefergebirge) — горы в среднем течении Рейна, расположенные главным образом в Германии и частично в Бельгии, Люксембурге и Франции.
Протяжённость составляет около 400 км, высшая точка — гора Гросер-Фельдберг (880 м). Горы сложены преимущественно сланцами и кварцитами, а также песчаниками и известняками; сохранились базальтовые купола. Отдельные массивы гор, разделённые глубокими долинами рек Рейн, Мозель, Лан, Наэ, имеют обычно выровненные вершинные поверхности, над которыми на 300—400 м возвышаются хребты, несущие иногда вулканические конусы и маары.
На склонах произрастают еловые, дубовые и буковые леса, ныне сильно разреженные; на вершинных поверхностях — пустоши и болота. Террасы речных долин и нижние участки склонов используются для выращивания пшеницы, сахарной свеклы, а также заняты виноградниками. Также население занимается животноводством (крупный рогатый скот, овцы).
В северном предгорном прогибе Рейнских Сланцевых гор расположен Рурский каменноугольный бассейн.